# Jean-Claude Turcotte

Wappen von Kardinal Turcotte

Jean-Claude Kardinal Turcotte (* 26. Juni 1936 in Montréal, Kanada; † 8. April 2015 ebenda) war Erzbischof von Montréal.

## Leben
Jean-Claude Turcotte erhielt eine humanistische Schulbildung und studierte in Montréal Katholische Theologie und Philosophie. Die Priesterweihe empfing er am 24. Mai 1959 durch den Bischof von Prince-Albert, Laurent Morin, für das Erzbistum Montreal. Anschließend wirkte er zwei Jahre lang als Vikar in Montréal, ehe er von 1961 bis 1964 als Hilfskaplan für die Christliche Arbeiterjugend seines Heimatbistums arbeitete.
In den Jahren 1964 und 1965 studierte er in Lille Sozialarbeit und wurde anschließend Leitender Diözesankaplan für die Christliche Arbeiterjugend des Erzbistums Montréal. Von 1967 bis 1974 nahm er verschiedene Aufgaben in der Personalabteilung wahr, wobei er besonders mit Fragen der Priesteramtskandidaten und der Weiterbildung für die Priester beschäftigt war. Anschließend wirkte er sieben Jahre lang als Direktor der Abteilung für Pfarrseelsorge seines Bistums. 1981 ernannte ihn Paul Grégoire, der Erzbischof von Montréal, zum Generalvikar.
Papst Johannes Paul II. ernannte ihn am 14. April 1982 zum Titularbischof von Suas und zum Weihbischof im Erzbistum Montréal. Die Bischofsweihe spendete ihm Erzbischof Grégoire am 29. Juni desselben Jahres. Mitkonsekratoren waren die Weihbischöfe Adrien André Maria Cimichella OSM und Leonard James Crowley.
Am 17. März 1990 wurde Jean-Claude Turcotte dann mit Kardinal Grégoires Rücktritt neuer Erzbischof von Montréal.
Papst Johannes Paul II. nahm Turcotte am 26. November 1994 als Kardinalpriester mit der Titelkirche Nostra Signora del Santissimo Sacramento e dei Santi Martiri Canadesi in das Kardinalskollegium auf. Von 1997 bis 1999 war er Präsident der Kanadischen Bischofskonferenz.
Kardinal Turcotte nahm am Konklave 2005, in dem Benedikt XVI. gewählt wurde, teil. Am 20. März 2012 nahm Benedikt XVI. das von Jean-Claude Turcotte aus Altersgründen vorgebrachte Rücktrittsgesuch an. Nach dem Rücktritt Benedikts XVI. nahm er am Konklave 2013 teil, in dem Papst Franziskus gewählt wurde. Schon zu dieser Zeit verschlechterte sich sein Gesundheitszustand zusehends, sodass er 2014 ins Marie-Clarac Hospital zog. Dort starb er am 8. April 2015 an den Folgen einer Diabeteserkrankung.

## Mitgliedschaften

### Mitgliedschaften in Gremien der römischen Kurie
Jean-Claude Turcotte war Mitglied der folgenden Kongregationen und Räte der römischen Kurie:
- Kongregation für die Selig- und Heiligsprechungsprozesse (bestätigt 2013)[4]
- Kongregation für die Evangelisierung der Völker (seit 2009)[5]
- Päpstlicher Rat für die sozialen Kommunikationsmittel
- Rat des Generalsekretariates der Weltbischofssynode für Amerika